# مل، آنتوئر
شهر مل، آنتوئر (به فرانسوی: Malle) در شهرستان آنتوئر در استان آنتوئر در منطقه فلاندری در کشور بلژیک واقع شده‌است.